# 1970-е годы
1970-е (ты́сяча девятьсо́т семидеся́тые) го́ды по григорианскому календарю — промежуток времени с 1 января 1970 года по 31 декабря 1979 года, включающий 1970 год 7-го десятилетия   и с 1971 по 1979 годы    8-го десятилетия XX века 2-го тысячелетия.  Они закончились 46 лет назад.
Десятилетие характеризуется началом «разрядки» в холодной войне между СССР и США, эпохой «застоя», политической стабильности и относительного экономического благополучия в СССР; США в тот же период пережили политический и нефтяной кризис и экономическую рецессию. Юго-Восточная Азия оставалась «горячей точкой» на протяжении всего десятилетия: завершилась Вьетнамская война, произошли конфликты в Камбодже, Бангладеш, Лаосе.
В науке 1970-е характеризуются началом «компьютерной революции» благодаря появлению микропроцессоров и персональных компьютеров; снижением темпов освоения космоса, переходом от пилотируемой космонавтики к преобладанию беспилотных аппаратов.
В культуре это эпоха независимого кино, цветного телевидения, активного развития новых направлений рок-музыки, становления электронной музыки. Большу́ю популярность приобрели прогрессивный рок, хард-рок и софт-рок, появились панк-рок и хэви-метал, а за пределами рока также диско и ранний хип-хоп. В кинематографе продолжалась эра «нового Голливуда», но уже во второй половине десятилетия стала складываться культура студийных блокбастеров, которые придут ей на смену.

## Важнейшие события

### В мире

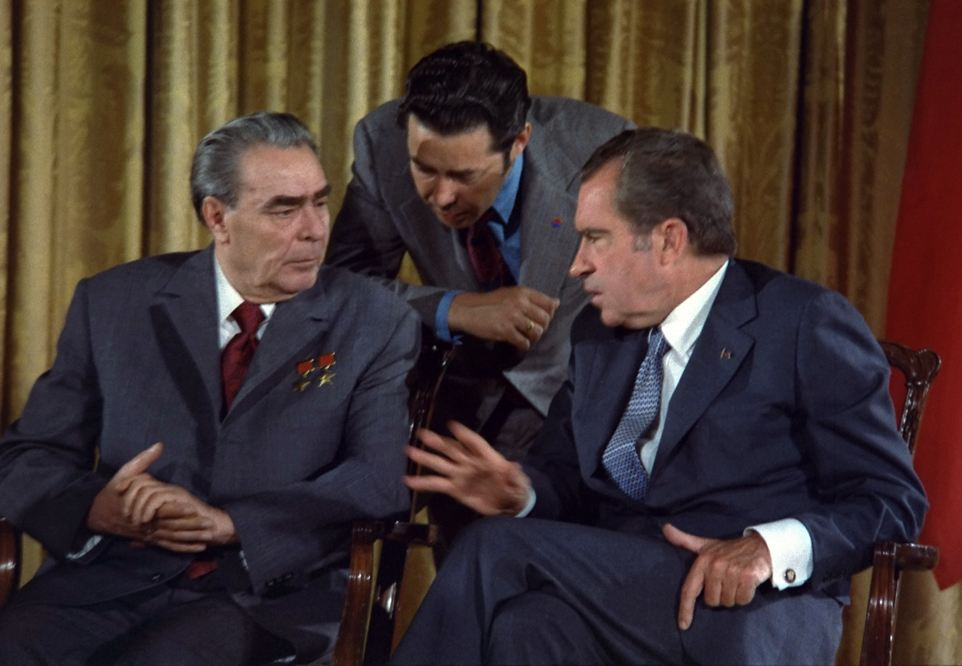
Леонид Брежнев и Ричард Никсон были лидерами СССР и США в 1970-е

- Стагфляция (конец 60-х — начало 70-х). Сделка века «газ — трубы» между СССР и ФРГ (1970). Прекращение обмена долларов США на золото (1971). Основан Всемирный экономический форум (1971). Глобальная межбанковская сеть SWIFT (1973). Ямайская валютная система (1976). «Большая семёрка» (1976).
- Конвенция о биологическом оружии (1972). Договор по ПРО (1972). ОСВ-I (1972) и ОСВ-II (1979; двойное решение НАТО).
- Чёрный сентябрь в Иордании (1970). Государственный переворот в Сирии (1970). Федерация Арабских Республик (1972—1977). Война Судного дня (1973; арабо-израильский конфликт), нефтяной кризис 1973 года, рецессия (1973–1975)[англ.]. Исламистское восстание в Сирии (1976—1982). Хлебные бунты в Египте (1977). Кэмп-Дэвидские соглашения (1978), египетско-израильский мирный договор (1979).
- Расстрел в Кентском университете (1970). Октябрьский кризис в Квебеке (1970). Уотергейтский скандал в США (1972—1974), уход в отставку президента Никсона. Выступления индейцев США за свои права в Вундед-Ни (1973). Поправка Джексона — Вэника (1974). Авария в энергосистеме в Нью-Йорке (1977).
- Конфликт в Северной Ирландии (PIRA, Оранжевый орден). Кровавое воскресенье (1972).
- Великобритания, Дания и Ирландия вошли в ЕС (1973). Организация по безопасности и сотрудничеству в Европе (1973), хельсинкские соглашения (1975). Референдум об автономии Гренландии (1979).
- «Красные бригады» (1970), «свинцовые семидесятые» в Италии. «Немецкая осень» (1977).
- Колониальная война Португалии (1961—1974). Революция гвоздик (1974). Попытка государственного переворота (1975). «Жаркое лето 1975». Распад португальской колониальной империи (1975). Оккупация Восточного Тимора Индонезией (1975).
- Реставрация Бурбонов в Испании (1975). Столкновения на горе Монтехурра (1976). Расстрел на улице Аточа (1977).
- Восстание в Афинском Политехническом университете (1973). Государственный переворот на Кипре (1974). Турецкое вторжение на Кипр. Падение режима «чёрных полковников» в Греции (1974).
- Государственный переворот в Турции (1971). Бойня на площади Таксим (1977). Резня в Мараше (1978).
- Акции протеста в Польше (1970—1971, 1976). «Хорватская весна» (1971). Политика «нормализации» в Чехословакии. Хартия-77. Забастовка румынских шахтёров в долине Жиу (1977). Убийство Георгия Маркова (1978).
- Завершение войны во Вьетнаме (1957—1975). Гражданская война в Камбодже (1967—1975), правление «красных кхмеров» и геноцид в Камбодже (1975—1979; Пол Пот), кампучийско-вьетнамский конфликт (1975—1989). Военное положение на Филиппинах[англ.] (1972—1981). Студенческие протесты в Таиланде[англ.] (1973), бойня в университете Таммасат (1976). Китайско-вьетнамская война (1979).
- Завершение культурной революции в Китае (1966—1976). «Проект 571», катастрофа самолёта Линь Бяо (1971). Тяньаньмэньский инцидент (1976). Арест «банды четырёх» (1976). Политика реформ и открытости (с 1978). «Пекинская весна» (1979—1981). Политика «одна семья — один ребёнок» (с 1979).
- Операция «Кондор» (1970—1980). Расстрел студенческой демонстрации в Мехико (1971). Военная диктатура в Уругвае (1973—1985). Военный переворот в Чили (1973; Пиночет). Бойня в Эсейсе (1973), переворот в Аргентине (1976), «грязная война» (1976—1983). Сандинистская революция в Никарагуа (1962—1979). Народно-революционное правительство Гренады (1979—1983).
- Война за независимость Бангладеш (1971). Третья индо-пакистанская война (1971). Голод в Бангладеш[англ.] (1974). Индия проводит первые испытания ядерного оружия (1974; операция «Улыбающийся Будда»). Чрезвычайное положение в Индии (1975—1977). Военный переворот в Пакистане (1977).

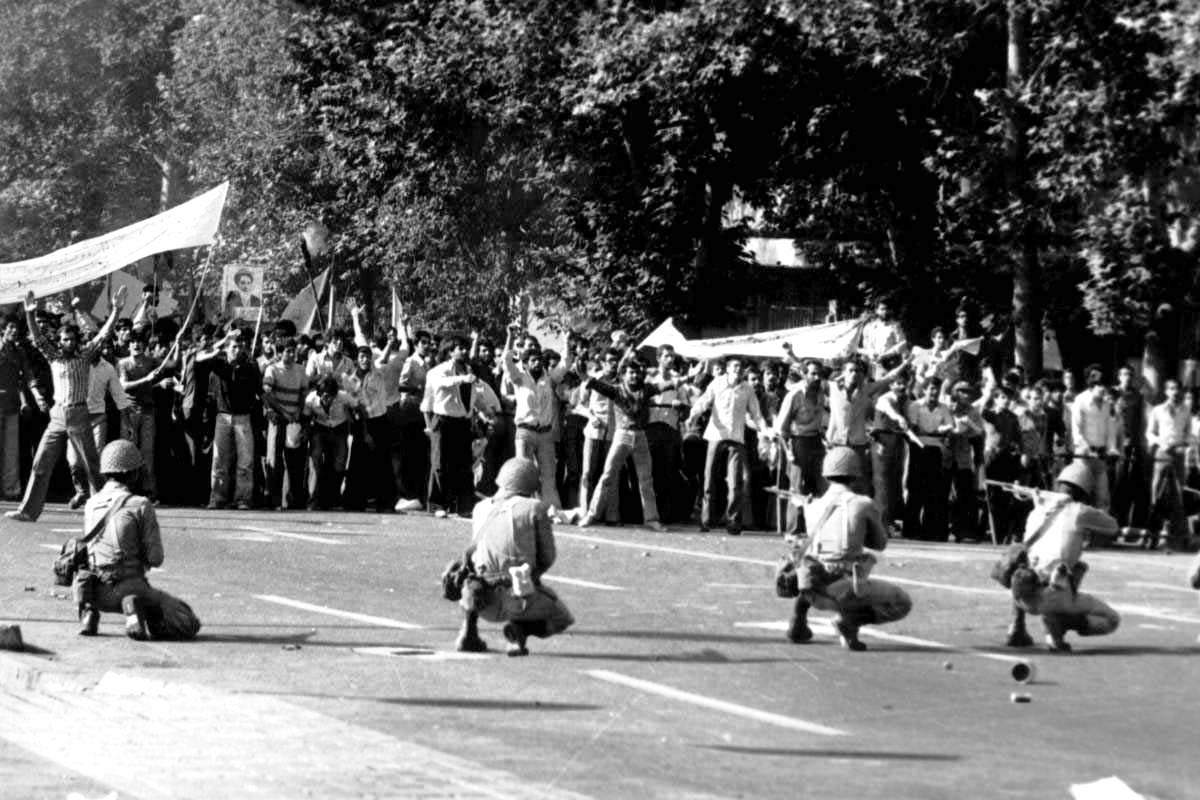
«Чёрное воскресенье» Исламской революции в Иране (1978), когда солдаты открыли огонь по толпе

- Бывшие британские колонии и протектораты провозглашают независимость: Бахрейн, Катар, ОАЭ, Тонга, Фиджи и др. (1970—1971). Военно-политический союз АНЗЮК (1971—1975). Конституционный кризис в Австралии[англ.] (1975).
- Военный переворот в Нигере (1974). Гражданские войны в Эфиопии (1974—1991), Ливане (1975—1990) и Анголе (1975—2002). Война в Западной Сахаре (1975—1991), «зелёный марш» (1975). Восстание в Соуэто (1976; апартеид). Правление Бокассы в Центральной Африке (1966—1979), Центральноафриканская империя (1976—1979), операция «Барракуда» (1979). Эфиопо-сомалийская война (1977—1978). Диктатура Амина в Уганде (1971—1979), угандийско-танзанийская война (1978—1979).
- Государственный переворот в Афганистане (1973; упразднение монархии). Апрельская революция (1978). Начало войны в Афганистане (1979—1989).
- Празднование 2500-летия Персидской империи (1971). Исламская революция в Иране (1978—1979). Второй нефтяной кризис (1979). Захват американских заложников в Иране (1979—1981).
- Четвёртая республика Южной Кореи (1972—1981). Убийство Пак Чон Хи (1979). «Переворот 12-12» (1979).

### В СССР
- 1970 — между СССР и ЧССР заключён договор о дружбе[1].
- 1970 — угоны в Турцию самолётов Ан-24 (15 октября) и Let L-200 (27 октября).
- 1972 — указ «О мерах по усилению борьбы против пьянства и алкоголизма».
- 1974 — начало активного этапа строительства БАМа.
- 1974—1981 — всеобщая паспортизация, выдача паспортов колхозникам.
- 1975 — восстание на «Сторожевом».
- 1976 — угоны самолётов лётчиками Беленко (6 сентября, в Японию) и Зосимовым (23 сентября, в Иран).
- 1977 — утверждён новый текст гимна СССР, в котором были заменены слова о Сталине.
- 1977 — ограбление Госбанка Армянской ССР.
- 1977 — принятие новой конституции СССР.
- 1978 — принятие новой конституции РСФСР.
- 1978 — демонстрации в Грузии.
- 1979 — эпидемия сибирской язвы в Свердловске.

### Катастрофы, стихийные бедствия, теракты
- Дагестанское землетрясение (1970).
- Анкашское землетрясение[англ.] в Перу (1970).
- Угоны самолётов на «Досонс Филд» (1970).
- Циклон Бхола, самый смертоносный тропический циклон в истории (1970).
- Гибель экипажа космического корабля «Союз-11» при возвращении на Землю (1971).
- Метель в Иране (1972), самая смертоносная метель в истории.
- Взрыв на Минском радиозаводе (1972).
- Бойня в аэропорту Лод (1972).
- Лесные и торфяные пожары в СССР (1972).
- Теракт на Олимпийских играх в Мюнхене (1972).
- Землетрясение в Манагуа (1972).
- Катастрофа Ту-104 под Читой, крупнейший теракт в истории СССР (1973).
- Катастрофа Ту-144 на авиасалоне Ле-Бурже (1973).
- Теракт в Мавзолее Ленина (1973).
- Катастрофа DC-10 под Парижем (1974).
- Массовые торнадо в США[англ.] (1974).
- Крушение поезда в Загребе (1974).
- Циклон Трейси разрушил австралийский город Дарвин (1974).
- Тайфун Нина, прорыв дамбы Баньцяо (1975).
- Захват заложников в штаб-квартире ОПЕК (1975).
- Землетрясение в Гватемале (1976).
- Катастрофа канатной дороги в Кавалезе (1976).
- Таншаньское землетрясение, одно из самых смертоносных в истории (1976).
- Серия терактов в Москве (1977).
- Пожар в гостинице «Россия» (1977).
- Бухарестское землетрясение (1977).
- Столкновение в аэропорту Лос-Родеос, крупнейшая авиакатастрофа в истории (1977).
- Метель в США (1978).
- Крушение нефтяного супертанкера «Амоко Кадис» (1978).
- Табасское землетрясение (1978).
- Массовое самоубийство в секте «Храм народов» (1978).
- Авария на АЭС Три-Майл-Айленд (1979).
- Катастрофа DC-10 в Чикаго (1979).
- Разлив нефти с платформы Ixtoc I (1979).
- Столкновение над Днепродзержинском (1979).
- Тайфун Тип (Варлинг), сильнейший тропический циклон в истории (1979).
- Захват заложников в Мекке (1979).

## Наука и техника
- 1970 — заключён международный договор о патентной кооперации (вступил в силу в 1978 году).

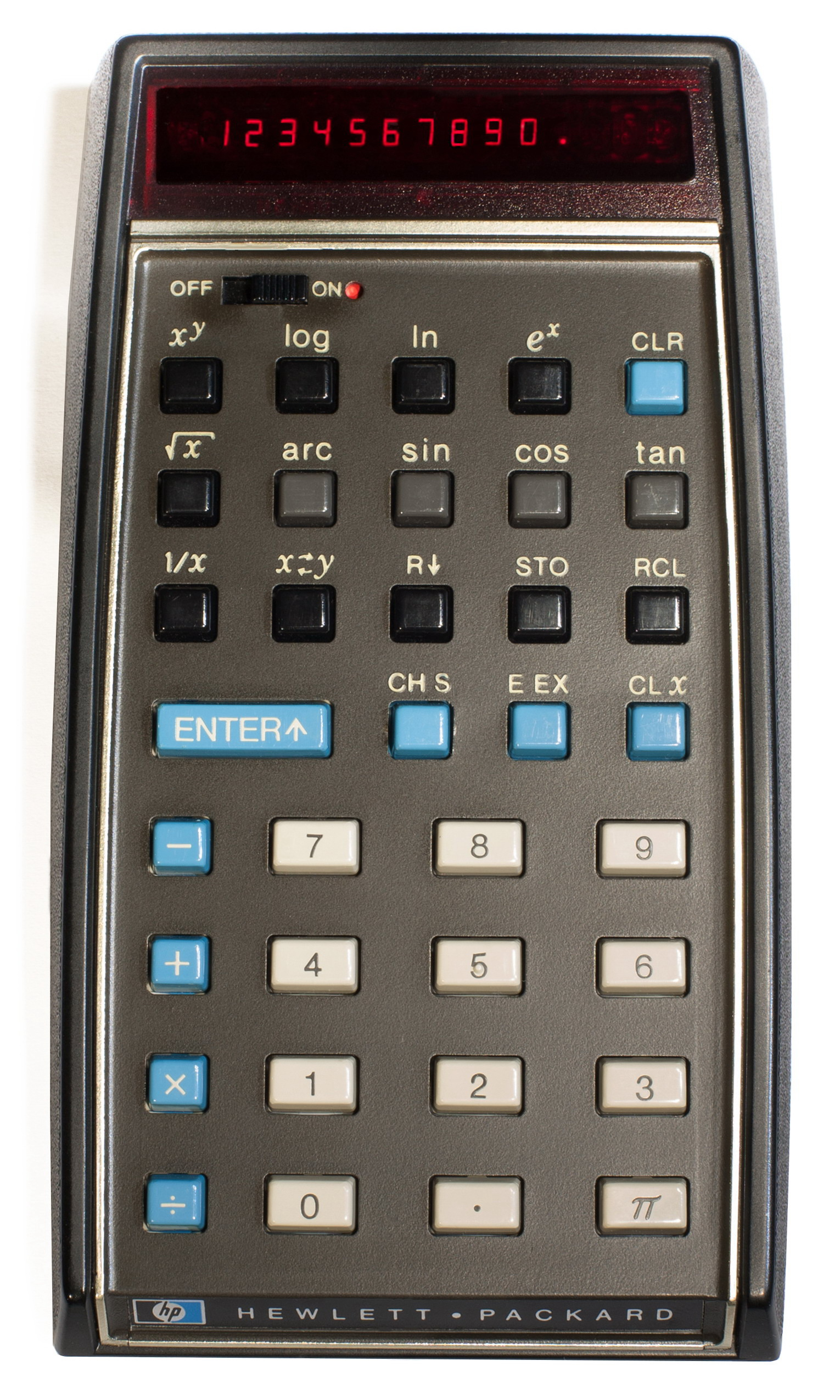
Первый карманный научный калькулятор HP-35 (1972)

- 1970 — начато бурение Кольской сверхглубокой скважины, ставшей самой глубокой в мире.
- 1970 — математическая игра «Жизнь» (Джон Конвей).
- 1970—1971 — первые карманные калькуляторы.
- 1970—1972 — «зефирный эксперимент» (теория принятия решений; Уолтер Мишель).
- 1971—1973 — изобретены компьютерная и магнитно-резонансная томография (Аллан Кормак, Годфри Хаунсфилд, Пол Лотербур, Питер Мэнсфилд).
- В ЦЕРНе начали работу ускорители частиц Intersecting Storage Rings (1971) и протонный суперсинхротрон (1976).
- 1972 — ко всемирному координированному времени впервые добавлена дополнительная («високосная») секунда.
- 1972 — «Пределы роста», исследование исчерпания природных ресурсов (Римский клуб).
- 1972 — открыты антималярийный препарат артемизинин и антидепрессант прозак.
- 1972 — теория прерывистого равновесия в эволюции (Найлз Элдредж и Стивен Гулд).
- 1972 — начало исследования когнитивных искажений (Амос Тверски и Даниел Канеман).
- 1973 — Мартин Купер совершил первый в истории звонок по портативному сотовому телефону Motorola DynaTAC.
- 1974 — начало использования штрихкодов в торговле.
- 1974 — в Эфиопии впервые обнаружен скелет самки австралопитека («Люси»), жившей около 3,2 млн лет назад.
- 1974 — гипотеза о существовании излучения чёрных дыр (излучение Хокинга).
- 1974 — Джек Кавер изобрёл тазер.
- 1974 — «ноябрьская революция»: обнаружен джей-пси-мезон, благодаря чему подтвердилась гипотеза о существовании c-кварков (Бёртон Рихтер и Сэмюэл Тинг).
- 1975 — впервые сформулирована «стандартная модель» физики элементарных частиц (Абрахам Пайс и Сэм Трейман).
- 1975 — Бенуа Мандельброт сформулировал концепцию фракталов.
- 1976 — начало «войны видеоформатов» между Betamax и VHS, к концу десятилетия фактически выигранной VHS.
- 1976—1977 — впервые расшифрованы РНК-[англ.] и ДНК[англ.]-геномы.
- 1977—1978 — рождение первого ребёнка в результате искусственного оплодотворения.
- 1978 — появление сотовых сетей первого поколения (1G) (Nippon Telegraph and Telephone; AMPS).
- 1978 — первый оптический (лазерный) носитель информации, LaserDisc.
- 1979 — карманный кассетный плеер Sony Walkman.
- Мир-системный анализ (Фернан Бродель, Андре Франк, Иммануил Валлерстайн, Самир Амин, Джованни Арриги, Теотониу дус Сантус).

### Компьютеры
- 1970 — начало отсчёта UNIX-времени.

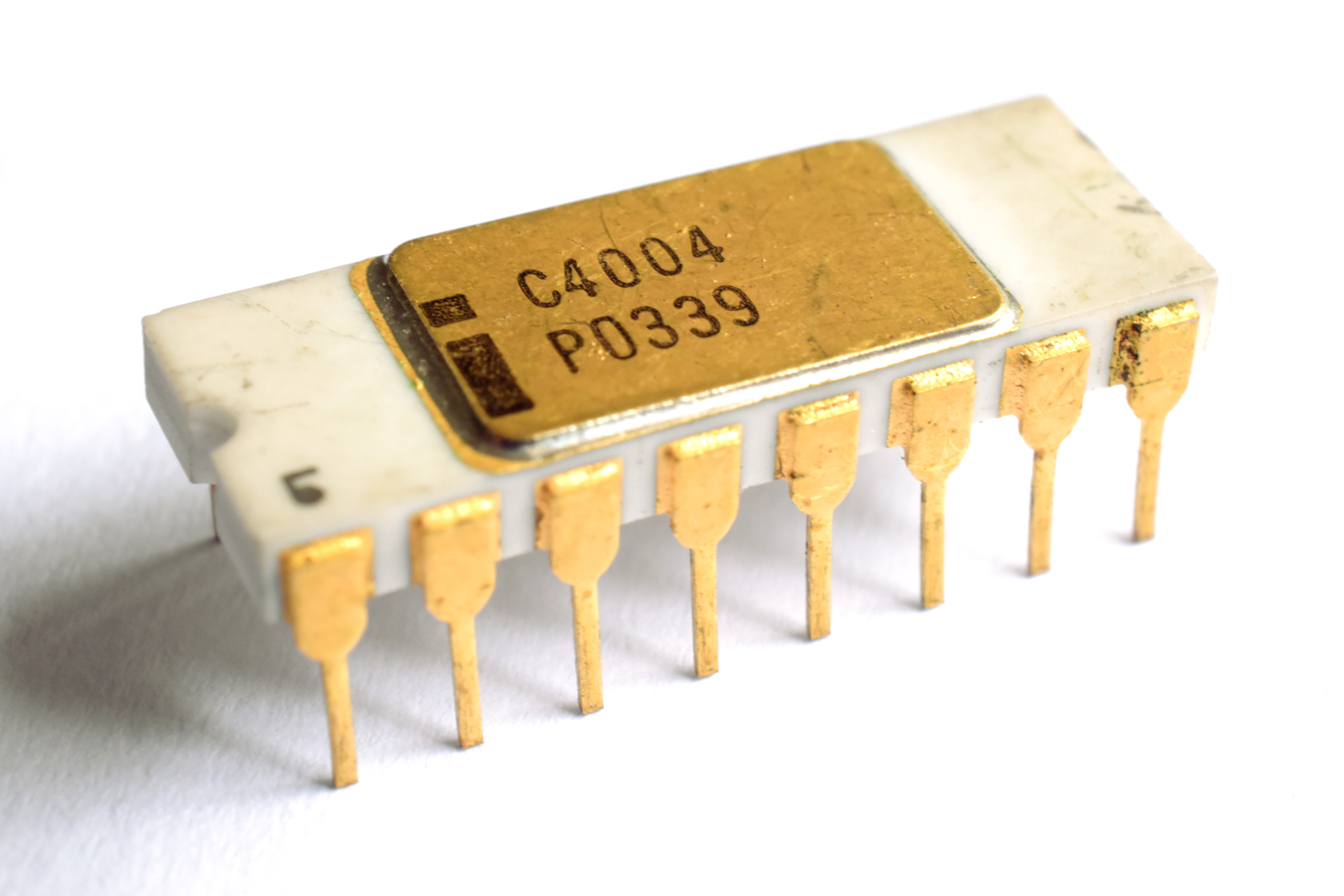
Микропроцессор Intel 4004

- 1970 — получен патент на изобретение манипулятора «мышь» (Дуглас Энгельбарт).
- 1971 — появление электронной почты: через сеть ARPANET отправлено первое электронное письмо (Рэй Томлинсон).
- 1971 — первый коммерчески доступный микропроцессор, 4-битный Intel 4004 (Федерико Фаджин).
- Выпущены первые дискеты: формат 8 дюймов (IBM, 1971) и 5,25 дюйма (1976).
- 1972 — язык программирования Си (Деннис Ритчи).
- 1973 — представлен Xerox Alto, первый компьютер, использовавший графический интерфейс пользователя.
- 1974 — Гэри Килдалл выпустил операционную систему CP/M, широко использовавшуюся во второй половине 1970-х и ставшую основой для MS-DOS.
- 1975 — выпущен первый коммерчески успешный персональный компьютер Altair 8800 (Эд Робертс).
- 1975—1976 — Сеймур Крэй представил суперкомпьютер Cray-1, более шести лет остававшийся самым производительным в мире.

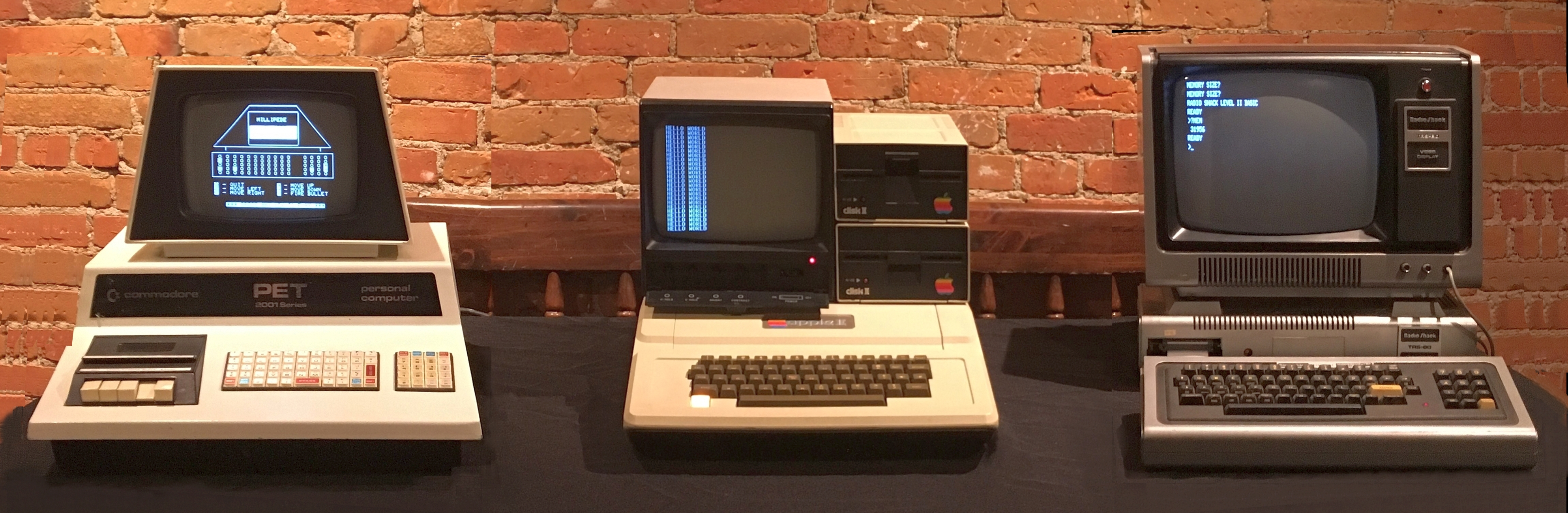
Компьютеры 1977 года:
Commodore PET, Apple II и Tandy TRS-80

- 1976 — доказана с помощью компьютерных вычислений теорема о четырёх красках.
- 1977 — первый советский многопроцессорный суперкомпьютер Эльбрус-2 (Всеволод Бурцев).
- 1977 — разработана первая криптосистема с открытым ключом, RSA (Рональд Ривест, Ади Шамир и Леонард Эйдлман).
- 1977 — выпущен персональный компьютер Apple II, в последующие годы ставший одним из самых продаваемых.
- 1978 — создана CBBS[англ.], первая BBS.
- 1978 — выпущен 16-битный процессор Intel 8086, в котором была впервые реализована x86-архитектура.
- Разработка волоконно-оптической связи.

### Космос
- 1970 — запущен первый японский искусственный спутник Земли «Осуми».

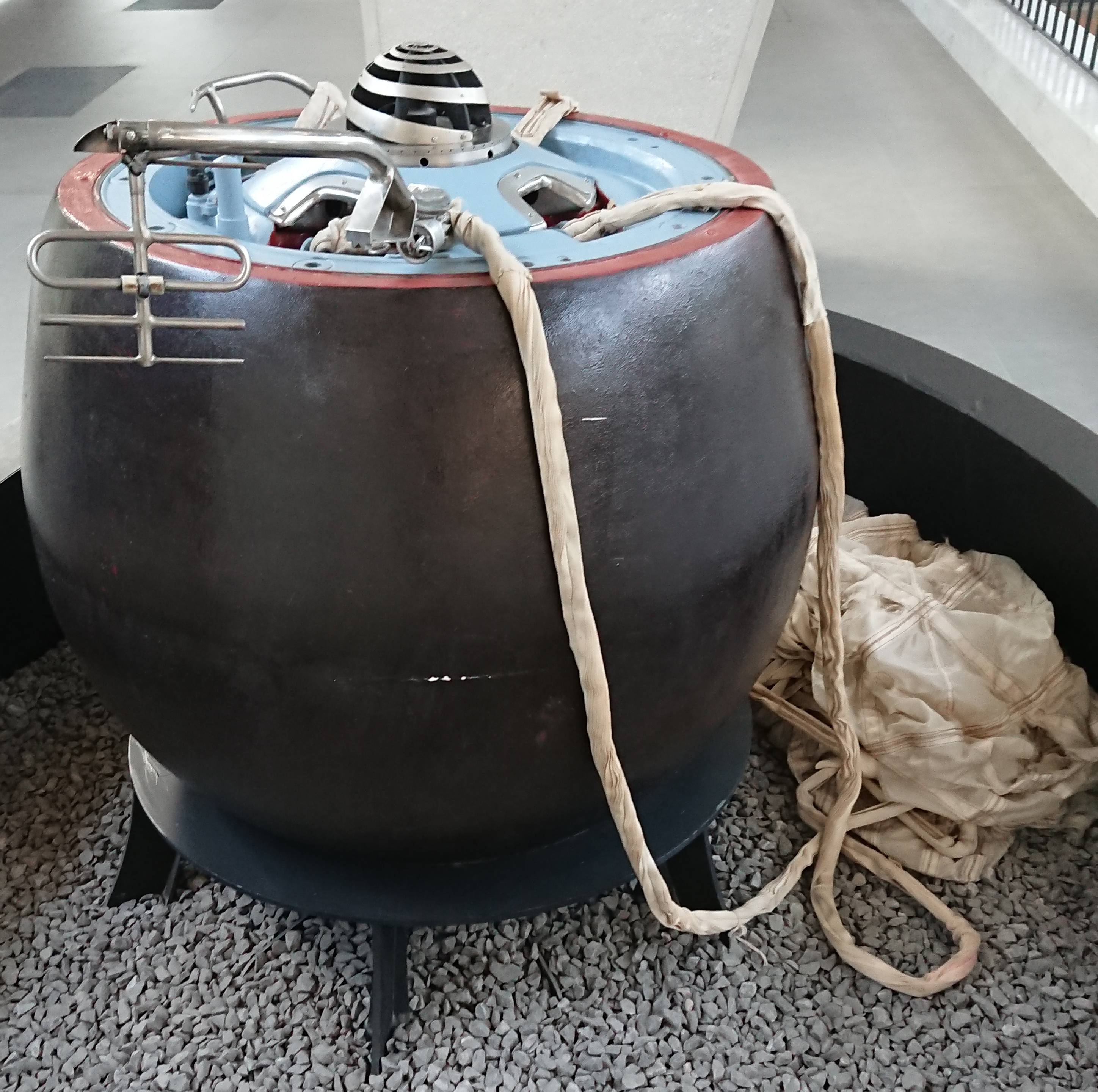
Макет спускаемого аппарата «Венера-7» — первого аппарата, приземлившегося на другой планете

- 1970 — первый в мире «Луноход-1» (СССР).
- 1970—1973 — первые в мире мягкие посадки на планету Венера станций «Венера-7», «Венера-8», «Венера-9» и «Венера-10» (СССР).
- 1971 — «Маринер-9», первый искусственный спутник Марса.
- 1971 — «Марс-3», первая мягкая посадка космического аппарата на поверхность Марса (СССР).
- 1971—1977 — запуски первых орбитальных космических станций «Салют-1» — «Салют-6» (СССР) и «Скайлэб» (США). Забастовка на «Скайлэбе» (1973).
- 1972 — запущен космический аппарат «Пионер-10» с посланием внеземным цивилизациям.
- 1973 — «Луноход-2».
- 1973 — запуск космического аппарата «Пионер-11», ставшего первым зондом, достигшим орбиты Сатурна.
- 1973 — запуск космического аппарата «Маринер-10», ставшего первым зондом, достигшим орбиты Меркурия.
- 1974 — в центре Млечного пути обнаружена сверхмассивная чёрная дыра — Стрелец A*.
- 1974 — передано послание Аресибо.
- 1975 — основано Европейское космическое агентство.
- 1975 — состоялась стыковка космических кораблей «Союз» (СССР) и «Аполлон» (США) (17 июля).
- 1975 — запуски к Марсу космических аппаратов «Викинг-1» и «Викинг-2».
- 1976 — аппарат «Викинг-1» сфотографировал «лицо» на Марсе.
- 1977 — открыты кольца Урана (Джеймс Эллиот, Эдвард Данхэм и Дуглас Минк).
- 1977 — запущена космическая программа «Вояджер». На борту каждого зонда установлена пластина с посланием внеземным цивилизациям.
- 1978 — открыт Харон, крупнейший спутник Плутона (Джеймс Кристи).
- 1979 — соглашение о деятельности государств на Луне и других небесных телах.
- Программа «Интеркосмос».

## Культура
- Постиндустриальное общество
- Разгар сексуальной революции в странах Запада. Появление гей-прайдов.
- Конвенция об охране всемирного культурного и природного наследия (1972, ЮНЕСКО)
- Игровые системы первого (1972) и второго (1976) поколений. Первая коммерчески успешная компьютерная игра Pong (1972). Space Invaders (1978), начало золотого века компьютерных аркадных игр. Первая портативная игровая консоль Microvision (1979).
- Изобретён кубик Рубика (1974).
- Население Земли достигло 4 миллиардов человек (1974).
- В Китае обнаружена «Терракотовая армия» (1974).
- Сдача солдат, продолжавших сопротивление после капитуляции Японии.
- Появление капсульных отелей (1979).

Искусство:
- Соц-арт, Искусство выносливости (вид перформанса).
- Основан проект «Гутенберг» (Майкл Харт, 1971).

### Кино и телевидение

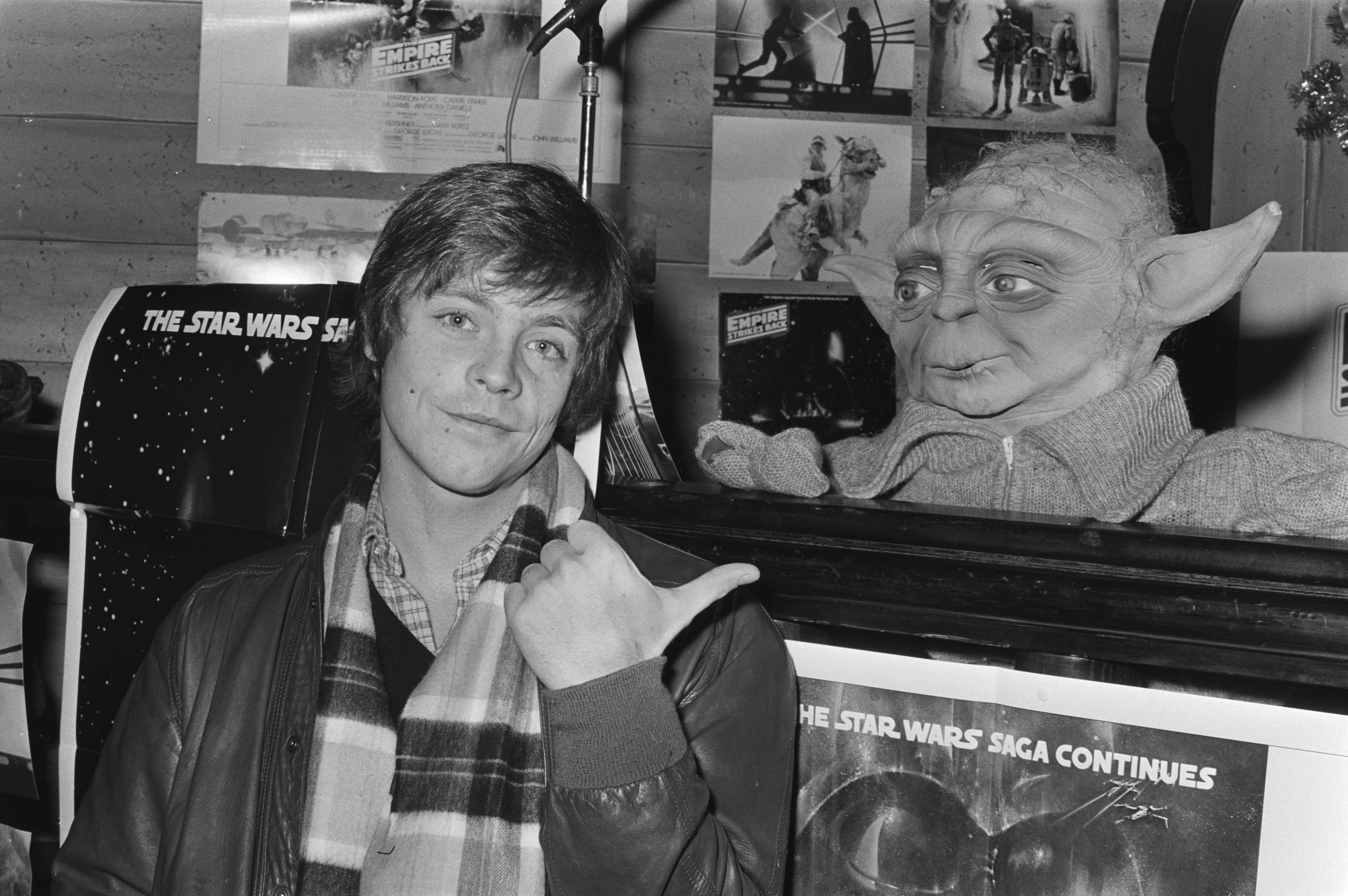
Актёр Марк Хэмилл и кукла Йоды на презентации «Звёздных войн»

- Широкое распространение цветного телевидения, популярность телесериалов. В СССР особой популярностью пользуются детективные и шпионские сериалы: «Семнадцать мгновений весны», «Место встречи изменить нельзя», «Приключения Шерлока Холмса и доктора Ватсона», «Следствие ведут знатоки».
- Эпоха «Нового Голливуда». Фильмы режиссёров-авторов Стэнли Кубрика («Заводной апельсин»), Фрэнсиса Форда Копполы («Крёстный отец», «Апокалипсис сегодня»), Мартина Скорсезе («Таксист»), Романа Поланского («Китайский квартал»), Вуди Аллена («Энни Холл»), Роберта Олтмена («Военно-полевой госпиталь MASH») составляют мейнстрим американского кино.
- «Челюсти» (1975) и «Звёздные войны. Эпизод IV: Новая надежда» (1977) способствуют тому, что во второй половине десятилетия формируется культура блокбастеров — широко рекламируемых, высокобюджетных и кассовых фильмов. Ставшие успешными и культовыми «Звёздные войны» и «Чужой» вызвали подъём кинофантастике и большой интерес к жанру у публики.
- В СССР расцвет романтических комедий и трагикомедий таких режиссёров, как Эльдар Рязанов («Ирония судьбы, или С лёгким паром!», «Служебный роман»), Марк Захаров («Обыкновенное чудо», «Тот самый Мюнхгаузен»), Георгий Данелия («Афоня», «Мимино»), Владимир Меньшов («Москва слезам не верит»). Выходят и завоёвывают международное признание авангардные фантастические фильмы Андрея Тарковского. Его фильмы «Солярис», «Зеркало» и «Сталкер» — одни из немногих советских фильмов, входящие в всемирные списки и рейтинги лучших фильмов по версии зрителей, критиков и режиссёров[2][3][4][5].
- Подъём жанра хоррор. Из-за фильмов «Чёрное Рождество», «Техасская резня бензопилой» и «Хэллоуин» начинается расцвет фильмов-слэшеров. Набирают популярность фильмы про зомби («Рассвет мертвецов», «Зомби 2»). Начинают карьеру многие знаковые для жанра режиссёры — Джон Карпентер, Дарио Ардженто, Уэс Крэйвен, Сэм Рэйми, Тоуб Хупер.
- «Волна кунг-фу», начало широкой популярности гонконгских фильмов о боевых искусствах (в особенности фильмы с Брюсом Ли).
- В 70-х начал карьеру Ральф Банши — один из пионеров «взрослой» анимации и применения технологии ротоскопии в анимации.
- Начало использования компьютерной графики в фильмах («Западный мир»).
- Также 70-е являются «Золотым веком порно».
- Главными фильмами десятилетия западные критики называют: криминальные драмы «Крёстный отец»[6][7][8][9] и «Таксист»[6][7][8][9], военную драму «Апокалипсис сегодня»[6][7][9], детектив «Китайский квартал»[6][7][9], космическую фантастику «Звёздные войны»[6][7][8][9] и «Чужой»[6][7][9], медицинскую трагикомедию «Полёт над гнездом кукушки»[6][7][9], фильмы ужасов «Хэллоуин»[6][7][8], «Челюсти»[6][7][8][9] и «Изгоняющий дьявола»[6][8][9], комедию «Энни Холл»[6][7][8][9], исторический фильм «Барри Линдон»[6][7][9], экспериментальные драмы «Сталкер»[6][9] и «Агирре, гнев божий»[6][9].

### Литература

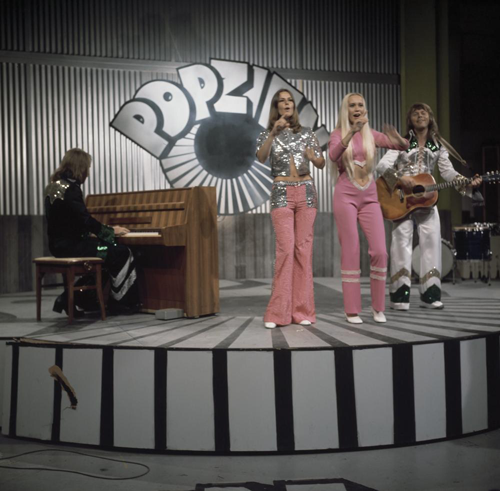
1970-е — эпоха популярности музыки диско и таких групп, как ABBA

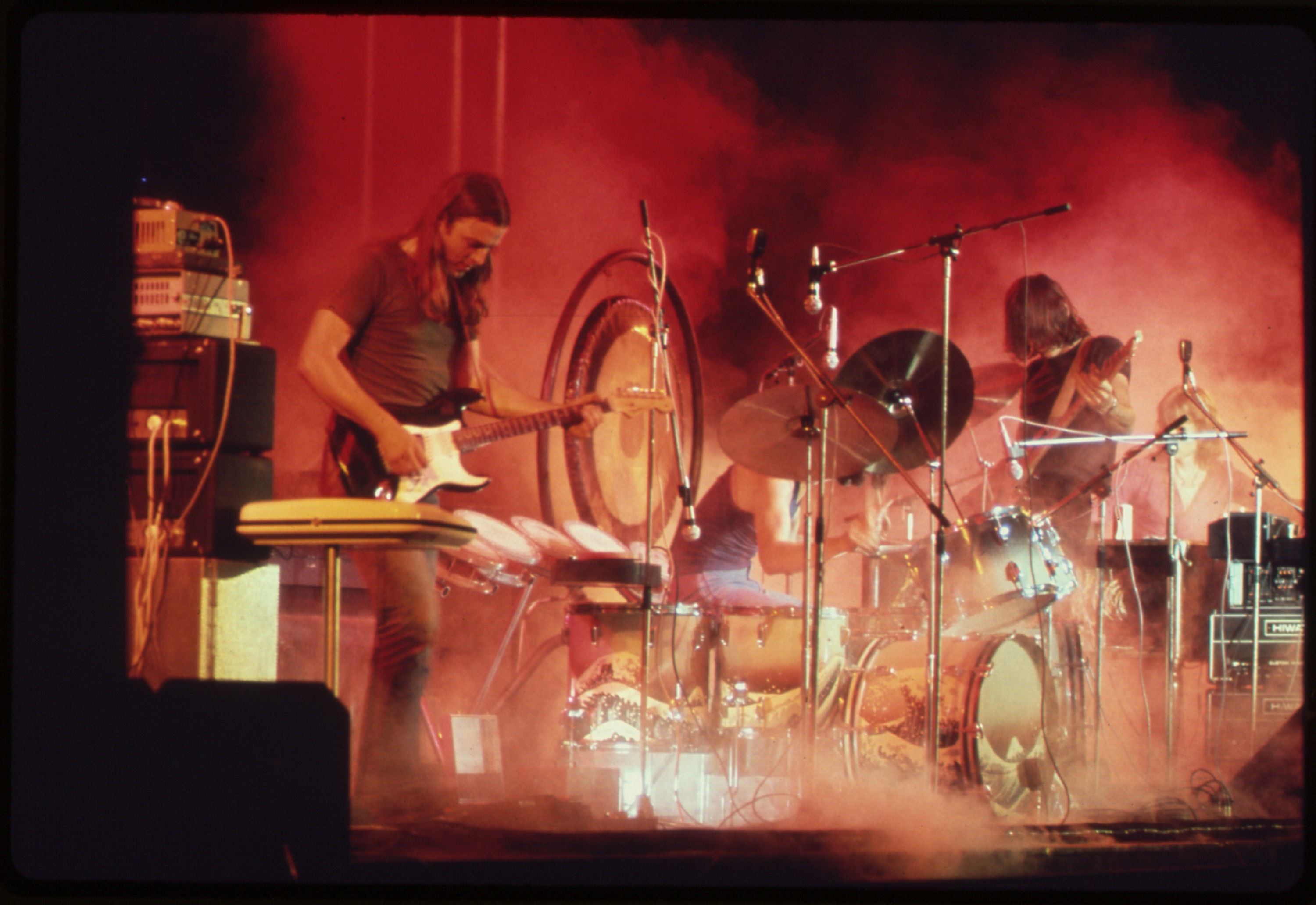
Pink Floyd были одной из самых успешных и значимых рок-групп 1970-х

### Музыка
- Расцвет прогрессивного рока (Pink Floyd, King Crimson, The Alan Parsons Project, Electric Light Orchestra).
- Большая популярность софт-рока и поп-рока (Chicago, Eagles, Fleetwood Mac, Билли Джоэл, Элтон Джон).
- Взлёт хард-рока (Led Zeppelin, Deep Purple, Scorpions, Элис Купер, AC/DC, Rainbow), появление глэм-рока (Queen, Kiss, Дэвид Боуи).
- Появление раннего хэви-метала (Black Sabbath, Judas Priest), панк-рока (Ramones, Sex Pistols, The Clash), а в конце десятилетия — пост-панка и готик-рока (Joy Division, The Cure, The Sisters of Mercy).
- Расцвет фанка и ритм-энд-блюза (Earth, Wind & Fire, Kool & the Gang, The Jackson 5, War, Барри Уайт).
- Появление и «золотая эпоха» диско (ABBA, Boney M., Bee Gees, Донна Саммер).
- Превращение электронной музыки из экспериментального андеграунда в популярный мейнстрим (Kraftwerk, Жан-Мишель Жарр, Space, Tangerine Dream). Появление портативного синтезатора Minimoog (1970). Зарождение стилей эмбиент (Брайан Ино, Эдуард Артемьев), индастриал (Cabaret Voltaire, Throbbing Gristle), новая волна (Blondie, The Police) и синти-поп (The Human League, Гэри Ньюман).
- В СССР эпоха расцвета вокально-инструментальных ансамблей («Весёлые ребята», «Песняры», «Самоцветы», «Поющие гитары», «Синяя птица»), всесоюзная известность исполнителей авторской песни (Владимир Высоцкий, Булат Окуджава, Юрий Визбор, Татьяна и Сергей Никитины), «андеграундный» период русского рока, появление таких групп, как «Аквариум», «Високосное лето», «Земляне» и «Автограф». Основаны фестиваль «Песня года» (1971) и хит-парад «Звуковая дорожка МК» (1975).

### Спорт
- Олимпийские игры: зимние 1972 (Саппоро), летние 1972 (Мюнхен), зимние 1976 (Инсбрук), летние 1976 (Монреаль). Первые Зимние паралимпийские игры (Эрншёльдсвик, 1976).
- Чемпионаты мира по футболу: Мексика-1970 (победитель — Бразилия), ФРГ-1974 (победитель — ФРГ), Аргентина-1978 (победитель — Аргентина).
- Основаны Кубок УЕФА (1971) и Суперкубок УЕФА (1972). Чемпионаты Европы по футболу: Бельгия-1972 (победитель — ФРГ), Югославия-1976 (победитель — Чехословакия).
- Чемпионы мира по шахматам: Борис Спасский (1969—1972), Бобби Фишер (1972—1975), Анатолий Карпов (1975—1985).
- Гэри Габелич[англ.] на ракетомобиле «Blue Flame» установил рекорд скорости на 13 следующих лет, преодолев отметку в 1000 км/ч и достигнув скорости 1014 км/ч (1970).
- Скандал[англ.] в чемпионате ФРГ по футболу (1971).
- Хоккейная суперсерия СССР — Канада (1972).
- «Битва полов» (1973).
- «Грохот в джунглях» (Мухаммед Али против Джорджа Формана, 1974).
- Эл Джорс и Джордж Морган на сверхзвуковом самолёте Lockheed SR-71 Blackbird установили рекорд скорости полёта — 3529 км/ч (1976).
- Ралли «Дакар» (с 1978/1979).

## В культуре
- Намедни. Наша эра (Леонид Парфёнов).
- Сериал «Шоу 70-х» (1998—2006).
- 8-серийный документальный сериал «Семидесятые»[англ.] (2015, продюсеры — Том Хэнкс, Гэри Гоэцман, Марк Херцог).